# جلاديس و. رويال
جلاديس و. رويال (29 أغسطس 1926 - 9 نوفمبر 2002) هي إحدى علماء الكيمياء الحيوية القلائل من الأمريكين الأفارقة الأوائل. وهي عضواً في إحدى فرق الأزواج والزوجات الأمريكين الأفارقة القليلة في مجال العلوم، عملت جلاديس مع جورج س. رويال على بحث دعمته هيئة الطاقة الذرية الأمريكية. عملت فيما بعد ولسنوات عدة كعالمة كيمياء حيوية رئيسية في دائرة البحوث الحكومية التعاونية التابعة لـوزارة الزراعة الأمريكية. كما كانت رويال أيضاً ناشطة في حركة الحقوق المدنية في غرينزبورو، كارولينا الشمالية.

## حياتها العائلية ومسارها المهني المبكر
رويال اسمها هو جلاديس جرالدين وليامز، وولدت في 29 أغسطس 1926، في دالاس، تكساس. نالت شهادة البكالوريوس في العلوم من جامعة ديلارد، وهي في عمر الـ 18 في العام 1944. وتزوجت من جورج س. رويال في عام 1947.
رافقت رويال زوجها إلى توسكيجي، ألاباما، حيث درس علم الأحياء الدقيقة في عامي 1947-1948، ثم إلى جامعة ولاية أوهايو ومحطة التجارب الزراعية في أوهايو، حيث كان باحث مساعد في الفترة من 1948 إلى 1952، ومن ثم إلى الكلية التقنية والزراعية بكارولينا الشمالية في غرينزبورو حيث أصبح أستاذ مساعد في علم البكتريا في العام 1952. حضرت رويال دروساً في توسكيجي وولاية أوهايو؛ وبحلول عام 1953، كانت مؤهلة بشكل ملحوظ لتصبح أستاذة في الكيمياء في الكلية التقنية والزراعية بكارولينا الشمالية في غرينزبورو.
في عام 1954، حصلت رويال على ماجستير العلوم في الكيمياء العضوية من جامعة توسكيجي كما تلقت دروساً من جامعة ويسكونسن-ماديسون وجامعة ولاية أوهايو، حيث حصلت منها على درجة الدكتوراة في عام 1954. كانت أطروحتها بعنوان تأثير الحصص الغذائية المحتوية على أسيتات الصوديوم وبروبيونات الصوديوم على تكوين الأنسجة من الحملان المغذية، وشملت الأعمال التجربيبة في الكيمياء المنتجة للنكهات، باختبار تأثيرات الأنظمة الغذائية المتنوعة على مذاق اللحم.
للزوجين رويال ستة أبناء وهم: جورج كالفين رويال الثالث، جيرالدين جينيت رويال، جيريك كريستوفر رويال، عازف موسيقى الجاز غريغوري تشارلز رويال، ميشيل رنييه ماكنير، وإريك ماركوس رويال.

## شراكة بحثية
في أواخر الخمسينات وأوائل السينيات، شاركا الزوجين رويال في بحث مهم مولته هيئة الطاقة الذرية الأمريكية تضمن عمليات زراعة نخاع العظم لعلاج الجرعات الزائدة من الإشعاع. كان لعملهم صلة مباشرة بعلاج السرطان، الذي يتطلب جرعات عالية من الإشعاع ويسبب تلف الأنسجة. كما عكس مخاوف الحرب الباردة من وقوع هجوم نووي محتمل.
كانت فرق الأزواج والزوجات الأمريكيين الأفارقة في مجال العلوم نادرة للغاية في أوائل ومنتصف القرن العشرين نظراً للظروف الاقتصادية والتعليمية والاجتماعية الخاصة بالأمريكين الأفارقة في الولايات المتحدة.
دعمت هيئة الطاقة الذرية الأمريكية فيما لا يقل عن خمسة منح لتمويل بحوث عن زراعة نخاع العظم، التي اقترحها جورج وجلاديس رويال سوياً. كُتب عملهم وعًرض في مؤتمرات متنوعة، من ضمنهم المؤتمر الدولي الخامس للتغذية في واشنطن، عام 1960 والمؤتمر الدولي لكيمياء الأنسجة والكيمياء الخلوية الذي عقد في باريس، فرنسا عام 1960.

## مسارها المهني في وقت لاحق
اعتباراً من العام 1964، واصلت رويال اهتمامها بكيمياء النكهات، متعاونة مع آرثر س. توتن، أستاذ مشارك في تربية الدواجن في الكلية التقنية والزراعية بكارولينا الشمالية. وصفت الصحف هدف بحثهم بـ إزالة «المذاق المُرهِق» من الدجاج. بمجرد أن انهت رويال بحث الدكتوراة الخاص بها، فحصت استخدام الأملاح المضافة على النكهة. دُعم البحث من محطة التجارب الزراعية في كارولينا الشمالية في رولي، بولاية كارولينا الشمالية.
في 9 نوفمبر 1965، ذكر تسجيل إنديانابوليس أن جلاديس رويال غادرت الكلية التقنية والزراعية وانضمت لوزارة الزراعة الأمريكية، حيث عُينت في «وظيفة بحثية هامة». أصبحت عالمة كيمياء حيوية رئيسية في دائرة البحوث الحكومية التعاونية (CSRS)، قيمت مشاريع بحثية فيدرالية تتعامل مع التغذية البشرية والاستهلاك الآدمي. عملت رويال على فرق عمل مشتركة من ضمنهم الفرق المتعلقة بالبرنامج القومي لبحث الطعام والتغذية (1967) والبرنامج البحثي للمنطقة الجنوبية في الطعام والتغذية (1975).

## عضويات مهنية
في عام 1970 أصبحت رويال رئيسةً لجمعية بيتا كابا تشي العلمية. كما انضمت إلى سيجما كاي، والجمعية الكيميائية الأمريكية.

## نشاطها
دعمت رويال الدمج في الاتفاقية الوطنية لجمعية النساء الشابات المسيحيات في الولايات المتحدة الأمريكية عام 1961، وشاركت في أنشطة الحقوق المدنية بين الأعراق بلجنة العلاقات الإنسانية في غرينزبورو، المتعلقة بإنهاء الفصل العنصري في المدارس في غرينزبورو، كارولينا الشمالية. وصفتها كاي تروكسلر بـ «واحدة من أقوى النساء اللاتي أعرفهن». عملت رويال أيضاً مع نساء أخريات لإرشاد الطالبات وتشجيع مشاركتهن في مجال العلوم والمجالات الأخرى.
في عام 1977، رفعت دعوى ضد وزير الزراعة وآخرون لأجل «الانتصاف تفسيري وزجري والتعويض عن التمييز على أساس العرق». في 7 فبراير 1977، صدر حكم في قضية رويال ضد بيرغلاند برفض شكاوى المدعي لأسباب فنية متنوعة، «فيما عدا شكاوى المدعي بشأن الفشل في دعمها للحصول على منصب نائب المدير المساعد لبرامج الخدمات الاستهلاكية الأسرية ومضايقات وزارة الزراعة».

## روابط خارجية
- الباحث العلمي من جوجل، مقالات بقلم ج. و. رويال